# امضيق (مكيراس)

تعديل مصدري - تعديل

امضيق هي إحدى قرى عزلة مكيراس بمديرية مكيراس التابعة لمحافظة البيضاء، بلغ تعداد سكانها 69 نسمة حسب تعداد اليمن لعام 2004.